# Плавуха, Властимил
Властимил Плавуха (словац. Vlastimil Plavucha; род. 6 ноября 1968 года, Тренчин, Чехословакия) — бывший словацкий хоккеист, игравший на позиции правого крайнего нападающего.

## Карьера
Выступал за ХК «Кошице», ХКм «Зволен», ХК «Лангнау», ХК «Тршинец», ХК «Банска Быстрица».
В чемпионате Словакии: 453 игры, 512 очков (283+229), в чемпионате Чехословакии: 125 игр, 101 очко (63+38), в чемпионате Чехии: 4 игры, 3 очка (2+1), в чемпионате Швейцарии: 27 игр, 22 очка (12+10).
В составе национальной сборной Словакии провел 119 матчей (44 гола); участник зимних Олимпийских игр 1994 и 1998 (9 игр, 4 шайбы), участник чемпионатов мира 1994 (группа C), 1995 (группа B), 1997, 1999 и 2000 (35 матчей, 15 шайб + 5 передач).

## Достижения
- Серебряный призер чемпионата мира (2000)
- Чемпион мира 1994 (группа C), 1995 (группа B)
- Чемпион Словакии (1995, 1996)
- Обладатель Континентального кубка (2005)
- Лучший бомбардир чемпионата Словакии 1996 (70 очков), 1998 (62 очка), 2000 (72 очка)
- Лучший снайпер чемпионата Словакии 1995 (35 голов), 1996 (34 гола), 1998 (37 голов), 2000 (43 гола)
- Лучший ассистент чемпионата Словакии 1996 (36 передач)